# Teufelswiese (Wipperfürth)
Teufelswiese ist ein Ort in Wipperfürth im Oberbergischen Kreis im Regierungsbezirk Köln in Nordrhein-Westfalen (Deutschland). Die Ortschaft gehört zum Ortsteil Agathaberg und liegt auf einer Höhe von 322 m ü. NHN.

## Lage und Beschreibung
Teufelswiese ist eine von 49 Ortschaften des Schulbezirks Agathaberg und gehört dem Gemeindewahlbezirk 141 an.

## Wirtschaft
Es gibt einen Handwerksbetrieb in Teufelswiese, das Bauunternehmen Walter Carls & Sohn mit sieben Mitarbeitern. Bis vor kurzer Zeit war hier auch das Stuckgeschäft Guido Maywald ansässig.

## Vereinsleben
In Teufelswiese ist der international tätige Verein „IG Grenzenlos - Tierschutzarbeit in Ungarn“ ansässig.

## Busverbindungen
Haltestelle Dohrgaul oder Friedrichsthal:
- 333 Wipperfürth - Dohrgaul - Frielingsdorf - Engelskirchen Bf. (OVAG, Montag bis Sonntag, kein Abend- und Nachtverkehr)